# Robert Burns
Robert Burns (født 25. januar 1759, død 21. juli 1796) (Rabbie Burns, Skotlands yndlingssøn, Plovmandsdigteren, Robden af Solway Firth, Barden af Ayrshire og i Skotland blot som Barden) var en skotsk digter og sangtekstforfatter. 
Han betragtes som Skotlands nationaldigter og fejres over hele verden. Han er den bedst kendte af de digtere, som skrev på skotsk, selv om mange af hans værker er på engelsk med en "let" skotsk dialekt forståelig for andre end skotter. Han skrev også på normalt engelsk, og i disse værker er hans politiske eller borgerlige kommentarer ofte mest direkte.
Han er pioner inden for romantikken og inspirerede efter sin død grundlæggerne af både liberalisme og socialisme. Som et kulturikon både i Skotland og for skotter over hele verden er fejringen af hans liv og værk nærmest blevet en national karismatisk kult op gennem det 19. og 20. århundrede, og hans indflydelse på skotsk litteratur har længe været meget stærk. I 2009 blev han valgt som den "største skotte" efter afstemning på den skotske tv-kanal STV.
Burns lavede originale kompositioner, men indsamlede også folkesange fra hele Skotland og reviderede eller tilpassede dem. Det er tilfældet med hans sang Auld Lang Syne. Den synges ofte ved Hogmanay (årets sidste dag). Scots Wha Hae var længe landets uofficielle nationalsang. Blandt Burns' verdenskendte sange og digte er A Red, Red Rose,
A Man's A Man for A' That, To a Louse, To a Mouse, The Battle of Sherramuir, Tam o' Shanter og Ae Fond Kiss.

## Fodnoter
1. ↑  Andrew O'Hagan, "The People's Poet", The Guardian, 19 January 2008.
2. ↑  "Scotland's National Bard". Robert Burns 2008. Scottish Executive. 25. januar 2008. Arkiveret fra originalen 18. juli 2008. Hentet 10. juni 2009.
3. ↑  Kirsteen McCue (2013), ""O My Luve's Like a Red, Red Rose": Does Burns's Melody Really Matter", Studies in Scottish Literature, 37 (1): 68-82, Wikidata  Q125209210